# Hofsiepen
Der Hofsiepen ist ein knapp einen halben Kilometer langer Bach im Märkischen Oberland, der im nordrhein-westfälischen Märkischen Kreis auf dem Gebiet der Kleinstadt Halver verläuft und ein  nördlicher und orografisch rechter Zufluss des Rawensiepens.

## Geographie

### Verlauf
Der Hofsiepen entspringt aus einem kleinen Teich bei der Hofschaft Edelkirchen auf einer Höhe von etwa 397 m ü. NHN.
Der Bach durchfließt zwei weitere kleine Teiche, läuft dann südwärts erst durch Nadelwald und dann durch Grünland und mündet schließlich auf einer Höhe von circa 359,5 m ü. NHN östlich der Hofschaft Auf den Kuhlen von rechts in den aus dem Osten heranziehenden Rawensiepen, der gleich danach seinerseits in den Löhbach mündet.
Der etwa 0,4 km lange Lauf des Hofsiepens endet ungefähr 37,5 Höhenmeter unterhalb seiner Quelle, er hat somit ein mittleres Sohlgefälle von etwa 9,4 %.

### Einzugsgebiet
Das Einzugsgebiet des Hofsiepens liegt im Märkischen Oberland  und wird durch ihn über den Löhbach, die  Ennepe, die Volme, die Ruhr und den Rhein zur Nordsee entwässert.
Das Einzugsgebiet ist im mittleren Bereich bewaldet, im Norden dominiert Ackerland und im Süden überwiegt Grünland.